# Ctenomys pulcer
Ctenomys pulcer — вид гризунів з родини тукотукових (Ctenomyidae). Це ендемік південного краю пампи в Аргентині, в провінції Буенос-Айрес. Його природним середовищем існування є нерухомі та напівфіксовані дюни. Це середній туко-туко, загальною довжиною 190—261 мм, включаючи хвіст 55,5–81 мм. Видова назва pulcer означає «formós» на латині та стосується Monte Hermoso («гора Formous»).